# فينتشنزو أماتو
فينتشنزو أماتو (بالإيطالية: Vincenzo Amato)‏ هو رياضياتي إيطالي، ولد في 2 يونيو 1881 في تارانتو في إيطاليا، وتوفي في 2 مارس 1963 في قطانية في إيطاليا.